# Gəncə
Gəncə (bijwijlen gespeld als Gäncä of Gandja; IPA: [gændʒæ]) is een stad in het noordwesten van Azerbeidzjan. Het is de op een na grootste stad van het land.

## Namen
De naam Gəncə is afgeleid van het Perzische woord ganj (گنج: schat). In de Russisch-Perzische Oorlog van 1804-1813 werd de stad veroverd door Rusland en kreeg de naam Jelizavetpol (Russisch: Елизаветполь), naar de vrouw van tsaar Alexander I, Elisabeth Aleksejevna. Naast de Azerbeidzjaanse bevolking was er ook een Armeense gemeenschap in Gəncə. Onder de Armeniërs, is de stad bekend als Gandzak (Armeens: Գանձակ). In 1918 werd de Democratische Republiek Azerbeidzjan onafhankelijk en werd de stad weer omgedoopt naar Gəncə. In 1920 werd het land veroverd door de Sovjet-Unie en de Azerbeidzjaanse Socialistische Sovjetrepubliek veranderde de naam van Gəncə, van 1935 tot 1989, naar Kirovabad (Russisch: Кировабад), naar de Sovjet-politicus Sergej Kirov.

## Geschiedenis
Gəncə werd waarschijnlijk in de 5e eeuw na Christus gesticht. Van de 9e tot 12e eeuw stond het gebied, waarin Gəncə gelegen was, bekend als Arran. In dezelfde periode was de stad een bloeiende handelsplaats aan de transkaukasische zijderoute naar Tbilisi.
Historisch gezien was Gəncə een belangrijke stad in de Kaukasus, de stad maakte deel uit van het Sassanidische rijk, Groot-Seltsjoekse Rijk, de Eldiguziden, Chorasmiden, het Il-kanaat, Timoeriden, Jalayiriden, Qara Koyunlu, Ak Koyunlu, en in 1747 werd Gəncə de hoofdstad van het kanaat Gəncə. Vervolgens was Gəncə ook de geboorteplaats van de beroemde dichter Nizami Ganjavi.
In 1138 werd de stad door een aardbeving verwoest en werd het ingenomen door koning Demetrius I van Georgië. De poorten van Gəncə werden als trofeeën genomen. Vervolgens werd de stad verwoest na de Mongoolse invasie in 1231. Gəncə werd opnieuw het leven ingeblazen na de Azerbeidzjaanse Safawiden aan de macht kwam. De stad werd ook beheerd door de Ottomanen tussen 1578-1603 en 1724-1735.

## Bevolking
Gəncə is de op een na grootste stad in Azerbeidzjan met ongeveer 328.400 inwoners. De grootste etnische groepen zijn de Azerbeidzjanen en de Lezgiërs. Voor het uiteenvallen van de Sovjet-Unie leefden er grote groepen Armeniërs en Russen in de stad.
|  |

## Geboren in Gəncə
- Adil Isgandarov — Regisseur, acteur, Volksartiest van de Sovjet-Unie (1959)[13]
- Artur Rasizade — Minister-president van Azerbeidzjan (1996–2003 en sinds 2003)[14]
- Elbrus Allahverdiyev — Nationale held van Azerbeidzjan[15]
- Enver Arazov — Nationale held van Azerbeidzjan[16]
- Eyyub Khanbudagov — Hoofd van de Azerbeidzjaanse Inlichtingendienst (1920–1921)[17]
- Fikret Amirov — Componist, Volksartiest van de Sovjet-Unie (1965), Held van de Socialistische Arbeid[18]
- Javad Khan — Khan van de Ganja Kanaat (1786–1803)
- Igor Makeyev — Nationale held van Azerbeidzjan[19]
- Kirakos Gandzaketsi (1200/1202 - 1272), 13e-eeuwse Armeense geschiedschrijver
- Khalil Zeinal — Dichter, toneelschrijver en kunstenaar[20]
- Madat Guliyev — Nationale held van Azerbeidzjan[21]
- Mahsati Ganjavi — Dichteres
- Mammadrza Sheikhzamanov — Film en theater acteur, Volksartiest van Sovjet-Azerbeidzjan (1974)[22]
- Masjalla Achmedov (1959), voetballer
- Mirza Shafi Vazeh — Dichter en schrijver[23]
- Murtuz Alasgarov — Voorzitter van de Nationale Assemblee van Azerbeidzjan (1996–2005)[24]
- Museib Baghirov — Held van de Sovjet-Unie[25]
- Nasib Yusifbeyli — Voorzitter van de Raad van Ministers van de Democratische Republiek Azerbeidzjan (1919–1920)
- Nigar Rafibeyli — Schrijver
- Nizami Ganjavi, 12e-eeuwse Perzische dichter en schrijver
- Parviz Samadov — Nationale held van Azerbeidzjan[26]
- Rafael Asadov — Nationale held van Azerbeidzjan[27]
- Surat Huseynov — Minister-president van Azerbeidzjan (1993–1994).

## Voetbal
Gəncə heeft een eigen voetbalclub: Kəpəz PFK. Kəpəz heeft veel succes gehad (onder andere drie keer landskampioen) maar is afgezakt naar het tweede niveau.